# Aniela Zagórska
 (mars 2024).

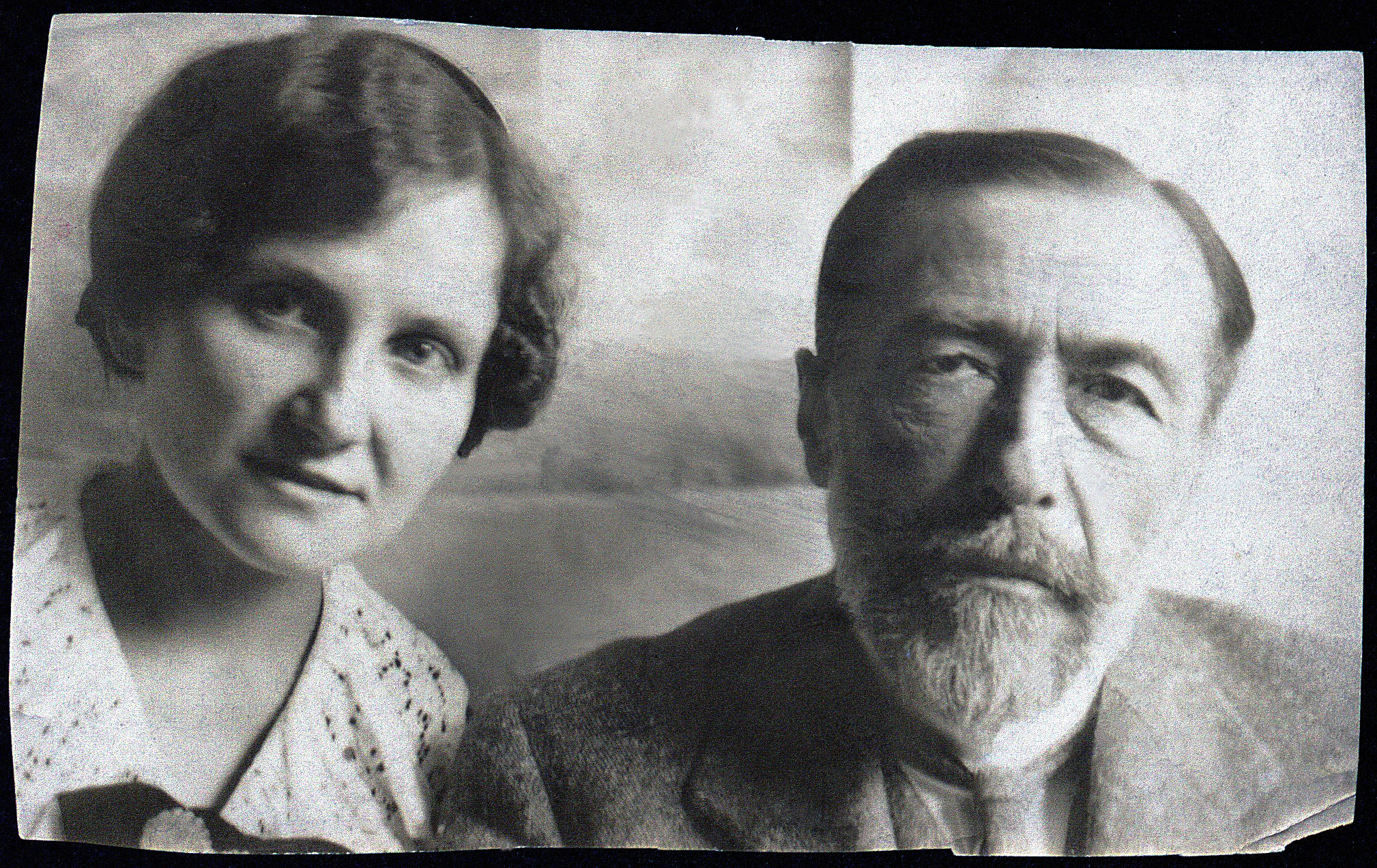
Aniela Zagórska et Joseph Conrad, 1914

Aniela Zagórska, née le 26 décembre 1881 à Lublin et morte le 30 novembre 1943 à Varsovie, est une traductrice polonaise qui a traduit en polonais presque toutes les œuvres de Joseph Conrad. 

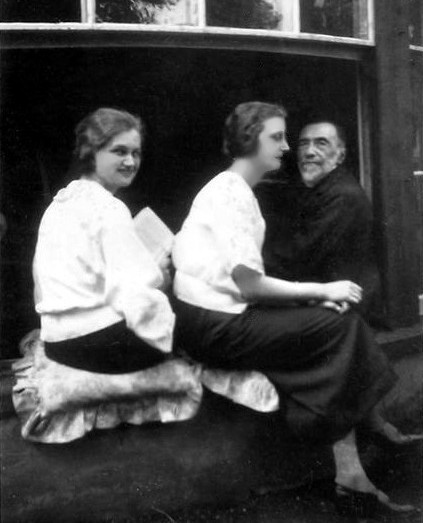
Les nièces de Conrad : Aniela (à gauche) et Karola Zagórska avec Joseph Conrad.

## Biographie
Aniela Zagórska est née dans la famille du chirurgien Karol Antoni Tadeusz Zagórski et d’Aniela Josypowna Unrug. Elle a une sœur cadette, Karolina, qui est chanteuse.
En raison d'une maladie pulmonaire, Zagórska déménage dans la ville de Zakopane. 
De 1905 à 1909, elle enseigne à l'université Jagellonne de Cracovie. Plus tard, elle travaille comme professeure particulière.
Vers 1920, elle commence à traduire les œuvres de Conrad et elle s'installe à Varsovie.
Joseph Conrad, dont les œuvres sont décrites comme frisant la « traduction automatique » de ses personnages linguistiques polonais et français[pas clair], est l’oncle d’Aniela Zagórska. De 1923 à 1939, elle traduit presque toutes les œuvres de Conrad en polonais. Au début des traductions, Conrad conseille à sa nièce Zagórska : 

« Ne vous inquiétez pas d'être trop scrupuleuse… Je peux vous dire qu’à mon avis « il vaut mieux interpréter que traduire » … Il s’agit donc de trouver les équivalents. Et là, ma chère, je vous prie laissez vous guider plutôt par votre tempérament que par une conscience sévère… »

Bien qu’elle ait continué à traduire les œuvres de Conrad pendant encore 10 ans, en 1929 elle reçoit un prix du PEN Club polonais. 